# Mayday Mayday
Mayday Mayday is een Belgisch muziekfestival dat jaarlijks in het voorjaar op 1 mei plaatsvindt in de stad Kortrijk. Het evenement is een mix van muziek en randanimatie. Het Mayday Maydayfestival werd in 1992 opgericht toen ABVV, Bond Moyson en sp.a de handen in elkaar sloegen om de vzw Mayday Mayday op te richten. Hiermee wilden zij de traditionele 1 mei-viering, het Feest van de Arbeid, terug meer betrekken op een groter publiek. Hiertoe werden lokale vieringen en optochten ingeruild voor een festival met een brede muzikale waaier en tal van randactiviteiten. Dit 1 mei-festival is intussen een begrip geworden in West-Vlaanderen. Ieder jaar weten zo’n 5000 mensen de weg te vinden naar dit festival.  

## Editie 2014
- 1 mei 2014
- Locatie: Begijnhofpark
- Programma:
  - Ed Sullivan Quartet
  - Mintzkov
  - Lady Linn
  - Kraantje Pappie
  - DJ Lotto

## Editie 2013
- 1 mei 2013
- Locatie: Begijnhofpark
- Programma:
  - Travellin' Combies
  - NTREK
  - Sioen
  - 't Hof van Commerce
  - DJ 4T4

## Editie 2012
- 1 mei 2012
- Locatie: Begijnhofpark
- Programma:
  - The Lumbers
  - Definitivos
  - Trash Radio ft. Gunther D.
  - The Hickey Underworld
  - Customs

## Editie 2011
- 1 mei 2011
- Locatie: Begijnhofpark
- Programma:
  - MG Company
  -  We Seem To Have Misplaced Our Igloo
  - Jack Parrow
  - Tom Helsen
  - Samtex

## Editie 2010
- 1 mei 2010
- Locatie: Begijnhofpark
- Programma:
  - The Van Jets
  - Café Con Leche
  - Orchestre International du Vetex
  - Buscemi ft. Squadra Bossa

## Editie 2009
- 1 mei 2009
- Locatie: Begijnhofpark
- Programma:
  - Mucho Gusto
  - The Internationals
  - Johny Turbo Alive Band
  - Selah Sue
  - Dolfijntjes XXL
  - Waxdolls

## Editie 2008
- 1 mei 2008
- Locatie: Begijnhofpark
- Programma:
  - The MG Band & The Golden Horn Section
  - Steak Number Eight
  - Balthazar
  - Squadra Bossa ft. Buscemi

## Editie 2007
- 1 mei 2007
- Locatie: Begijnhofpark
- Programma:
  - Gèsman
  - Yevgueni
  - Kocani Orkestar

## Editie 2006
- 1 mei 2006
- Locatie: Begijnhofpark
- Programma:
  - The Internationals
  - Galatasaray
  - Think of one

## Editie 2005
- 1 mei 2005
- Locatie: Begijnhofpark
- Programma:
  - K-Passa
  - Skeemz
  - Panache culture plays bob Marley
  - Boaz black & The Soul Patrol

## Editie 2004
- 1 mei 2004
- Locatie: Schouwburgplein
- Programma:
  - Sugar Free Big Band (B)
  - Taraf Borzo (Frankrijk)
  - The Internationals (B)
  - Miguel Osorio y La Parranda (Colombië)

## Editie 2003
- 1 mei 2003
- Locatie: Begijnhofpark
- Programma:
  - The Mellvids Big Band (B)
  - Doctor Funk (F)
  - Morsdood (B)
  - Galatasaray (B)
  - Nomades & Skateara (F)
  - Cartel Deluxe (B)

## Editie 2002
- 1 mei 2002
- Locatie: Begijnhofpark
- Programma:
  - PDM Big Band (B)
  - Belles Agogo (F)
  - Batidah (B)
  - Marejada (Colombia)
  - Drum ’n HFC (Esp/B)
  - Guy Swinnen (B)
  - Les Truttes (B)

## Editie 2001
- 1 mei 2001
- Locatie: Begijnhofpark
- Programma:
  - Concertband Vooruit (B)
  - Doble Impacto (Cuba)
  - St-Andries MC’s (B)
  - Pambanizza Cirkus (F)
  - The Whodads (B) “
  - The Samantha Brothers Luv Orchestra feat. William Reven (B)

## Editie 2000
- 1 mei 2000
- Locatie: Veemarkt
- Programma:
  - PDM Big Band (B)
  - Doble Impacto (Cuba)
  - Maria Dolores Sexteto (Cuba)
  - Proyecto Secreto (B)
  - Philippe Julien chante Claude François (F)
  - The Whodads (B)

## Editie 1999
- 1 mei 1999
- Locatie: Veemarkt
- Programma:
  - Ojos Café (Cuba)
  - ABN (B)
  - Kevin Ayers Band (UK)
  - Nomades & Roland (B)
  - Samantha Brothers’ Luv Orchestra (B)

## Editie 1998
- 1 mei 1998
- Locatie: Veemarkt
- Programma:
  - Back To Base (UK)
  - Twentysix-Gasoline (B)
  - Trancejazztical (B)
  - Mighty Duck (B)
  - K-Passa (UK)
  - ’t Hof van Commerce (B)
  - The Royal Dutch Disco Philharmonic (NL)

## Editie 1997
- 1 mei 1997
- Locatie: Veemarkt
- Programma:
  - Feso Trombone (Nigeria)
  - Liberator (Zweden)
  - Pressgang (Uk)
  - Memo Gonzales & Bluescasters (VSA)
  - Andy Palacio (Belize)

## Editie 1996
- 1 mei 1996
- Locatie: Veemarkt
- Programma:
  - The Golden River City Jazz Band (B)
  - The Juicely Compagny (Oeganda)
  - The Barking Dogs (Eng)
  - The Guy Forsyth Band (VSA)
  - The Stonefunkers (Zweden)
  - Orquesta Arkede (Nederlandse Antillen)

## Editie 1995
- 1 mei 1995
- Locatie: Veemarkt
- Programma:
  - Shera Z (B)
  - The Blazers (VSA)
  - The Selecter (UK)
  - Michel Baresi (Duitsland)
  - Orquestra Randy (Curaçao)

## Editie 1994
- 1 mei 1994
- Locatie: Veemarkt

## Editie 1993
- 1 mei 1993
- Locatie: Veemarkt

## Editie 1992
- 1 mei 1992
- Locatie: Veemarkt